# Yimnón (ort i Grekland)
Yimnón (Gymno) är en ort i Grekland.   Den ligger i prefekturen Nomós Evvoías och regionen Grekiska fastlandet, i den östra delen av landet, 50 km norr om huvudstaden Aten. Yimnón ligger 94 meter över havet och antalet invånare är 2 008. Den ligger på ön Euboia.
Terrängen runt Yimnón är kuperad åt nordost, men åt sydväst är den platt. Yimnón ligger nere i en dal.  Närmaste större samhälle är Vasilikón, 18,5 km väster om Yimnón. 